# Micros amarillas
El Sistema Licitado de Locomoción Colectiva —conocido popularmente como las «micros amarillas»— era el sistema de transporte público de la ciudad de Santiago, capital de Chile. Fue puesto en marcha el 16 de octubre de 1992, siendo reemplazado por el Transantiago el 10 de febrero de 2007.

## Desarrollo

### Inicios

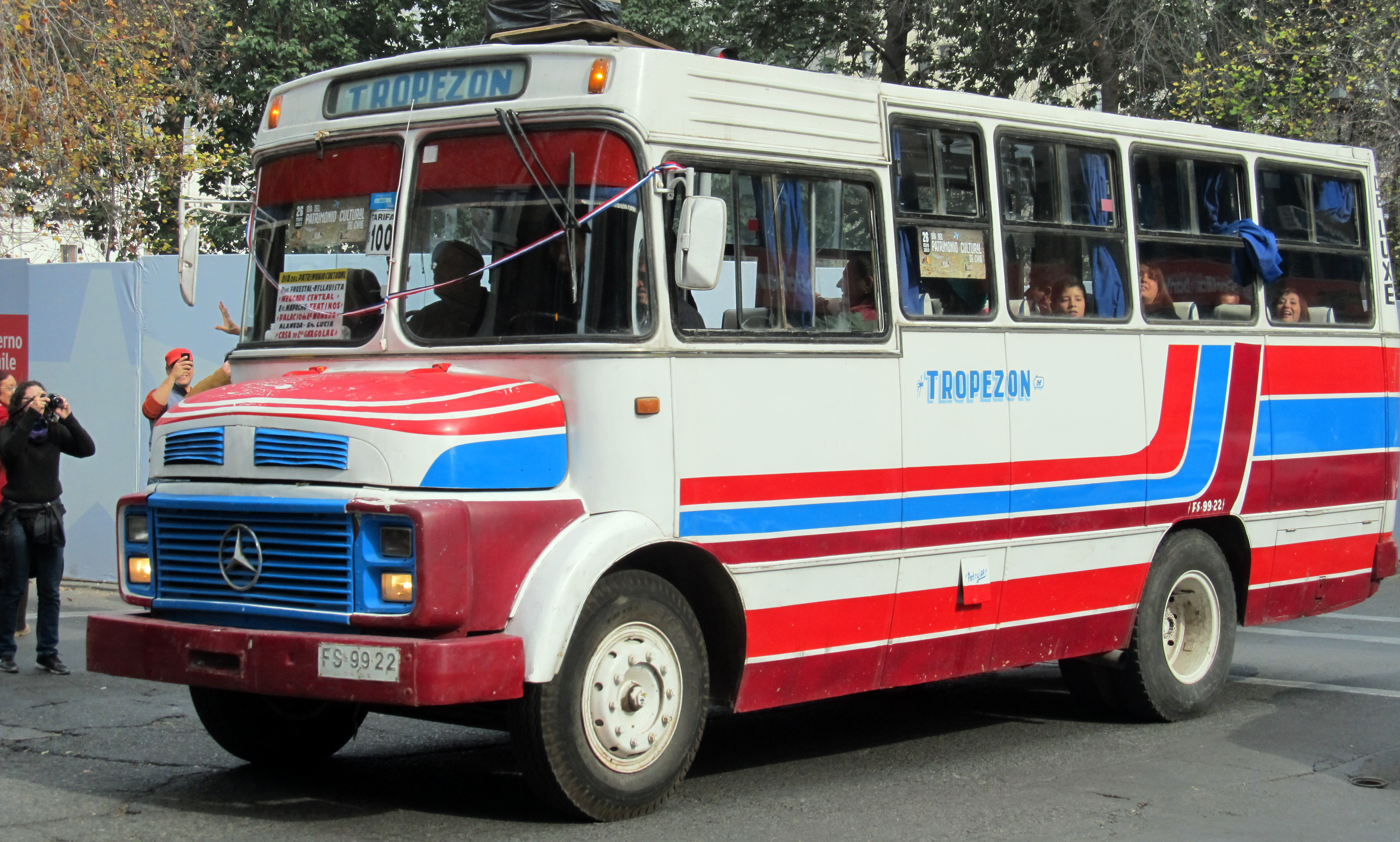
Autobús que circulaba en Santiago en el sistema previo a las "micros amarillas".

Hasta 1990, el transporte público de Santiago no tenía un control en la cantidad de microbuses por recorrido, ni en la antigüedad que muchos presentaban, tampoco en las altas tarifas para el usuario y no existía una normativa que pusiera límite a los gases que emitían los autobuses, los cuales terminaron en generar una alta contaminación. 
Ante esto, en 1991, el Ministerio de Transportes y Telecomunicaciones a cargo de Germán Correa, comienza una serie de cambios y medidas, cuyo objetivo era ordenar el transporte público capitalino. 
Una de las principales motivaciones era solucionar la gran congestión en el centro de Santiago, contaminación y desregulación con la que operaba el sistema. Para esto, en el mismo año, se llamó a licitación pública, donde se fijaron los nuevos recorridos, la frecuencia promedio y las exigencias con que debían contar los autobuses a renovar (tamaño, distancia entre asientos, capacidad de pasajeros), ya que se había ordenado a retirar 2600 por su antigüedad.
Muchas de las empresas que participaron en la licitación, provenían del sistema anterior. Así nombres como Pedro de Valdivia-Blanqueado, Pila-Ñuñoa, Carrascal, Ovalle Negrete, El Golf-Matucana, Plaza-Egaña-Lourdes, San Cristóbal-La Granja, Maipú-Cerrillos, Bernardo O'Higgins, Tropezón, Colón-El Llano, y otras más que se hicieron muy conocidas durante la década de 1980 por los colores de sus buses y rutas, tuvieron su espacio en el sistema.
En 1992, el Ministerio de Transportes y Telecomunicaciones, realiza una campaña publicitaria para promover el Nuevo Sistema Licitado de Locomoción Colectiva, el cual se basaba en un spot por televisión y además en la entrega de un folleto con el nombre "Mi Bus" a los usuarios, donde aparecía el listado de recorridos numerados por tres dígitos, acompañados de un origen y destino. Por ejemplo 331 Los Quillayes - Vitacura, recorrido que más tarde fue sacado de circulación. Sin embargo, el cambio que más llamó la atención de los pasajeros, fue el nuevo corte de pintura de todos los buses, pasando de una mezcla de colores, a la uniformidad blanco-amarillo.
Aquí la lista de los primeros servicios licitados en 1991, los cuales comprendían el perímetro entre las avenidas Costanera Andrés Bello, Vicuña Mackenna, Santa Isabel y Jorge Alessandri:

#### Serie 100
| 100 | 101 | 102 | 103 | 104 | 105 | 106 | 107 | 108 | 109 | 110 | 111 | 112 | 113 | 114 | 115 | 116 | 117 | 118 | 119 |
| 120 | 121 | 122 | 123 | 124 | 125 | 126 | 127 | 128 | 129 | 130 | 131 | 132 | 133 | 134 | 135 | 136 | 137 | 138 | 139 |
| 140 | 141 | 142 | 143 | 144 | 145 | 146 | 147 | 148 | 149 | 150 | 151 | 152 | 153 | 154 | 155 | 157 | 158 | 159 | 160 |
| 161 | 162 | 163 | 164 | 165 | 168 | 169 | 171 | 172 | 173 | 174 | 177 | 178 | 179 | 180 | 182 | 184 | 185 | 186 |     |

#### Serie 200
| 200 | 201 | 202 | 203 | 204 | 205 | 206 | 207 | 208 | 209 | 210 | 211 | 212 | 213 | 214 | 215 | 216 | 217 | 218 | 219 |
| 220 | 221 | 222 | 223 | 224 | 225 | 226 | 227 | 228 | 229 | 230 | 231 | 232 | 233 | 234 | 235 | 236 | 237 | 238 | 239 |
| 240 | 241 | 242 | 244 | 245 | 246 | 247 | 248 |     |     |     |     |     |     |     |     |     |     |     |     |

#### Serie 300
| 300 | 301 | 302 | 303 | 304 | 305 | 306 | 307 | 308 | 309 | 310 | 311 | 312 | 313 | 314 | 315 | 316 | 317 | 318 | 319 |
| 320 | 321 | 322 | 323 | 324 | 325 | 326 | 327 | 328 | 329 | 330 | 331 | 332 | 333 | 334 | 335 | 336 | 337 | 338 | 339 |
| 340 | 341 | 342 | 343 | 344 | 345 | 346 | 347 | 348 | 349 | 350 | 351 | 352 | 353 | 354 | 355 | 356 | 357 | 358 | 359 |
| 360 | 361 | 362 | 363 | 364 | 365 | 366 | 367 | 368 | 369 | 370 | 371 | 372 | 373 | 374 | 375 | 376 | 377 | 378 | 379 |
| 380 | 381 | 382 | 383 | 384 | 385 | 386 | 387 | 388 | 389 | 390 | 391 | 392 | 393 | 394 | 395 | 396 | 397 | 398 | 399 |

#### Serie 400
| 400 | 401 | 402 | 403 | 404 | 405 | 406 | 407 | 408 | 409 | 410 | 411 | 412 | 413 | 414 | 415 | 416 | 417 | 418 | 419 |
| 420 | 421 | 422 | 423 | 424 | 425 | 426 | 427 | 428 |     |     |     |     |     |     |     |     |     |     |     |

Progresivamente, los buses fueron pintados de acuerdo a la normativa, la cual exigía también que en el costado donde estaban las puertas y debajo de las ventanas se pintara el número del servicio, y en el itinerario del frontis, el número junto al origen y destino del recorrido; y en relación con las nuevas unidades de las empresas, debían regirse con la normativa EPA-91.
Dos años después, en 1994, se realizó la segunda licitación, donde se estableció para los nuevos buses que debían cumplir con la norma ambiental EPA-94, continuando de esta manera el control de la contaminación de material particulado. Paralelamente, la cantidad de servicios aumentó por la gran población que se desarrolló para esos años en la Región Metropolitana, lo cual llevó a integrar los siguientes servicios de la serie 400 y la creación de las series 600 y 700:
| 429 | 430 | 431 | 432 | 433 | 434 |

#### Serie 600
| 600 | 601 | 602 | 603 | 604 | 605 | 606 | 607 | 608 | 609 | 610 | 611 | 612 | 613 | 614 | 615 | 616 | 617 | 618 | 619 |
| 620 | 621 | 622 | 623 | 624 | 626 | 627 | 628 | 629 | 630 | 631 | 632 | 634 | 635 | 636 | 637 | 638 | 639 | 641 | 643 |
| 645 | 649 | 650 | 651 | 652 | 653 | 654 | 655 | 656 | 658 | 659 | 660 | 662 | 663 | 664 | 665 | 666 | 667 | 668 | 669 |
| 670 | 673 | 675 | 676 | 681 | 682 | 684 | 685 | 687 | 688 | 689 | 690 | 691 | 696 | 694 | 698 |     |     |     |     |

#### Serie 700
| 703 | 705 | 706 | 707 | 708 | 709 | 710 | 711 | 712 | 713 | 714 |

Algunos de los recorridos, desaparecieron a los meses o años, debido a la baja demanda, por tener una ruta similar a otros o por ser poco rentables.

#### Serie 800
Hacia el año 2003 se realiza la última licitación de recorridos en donde no se producen grandes cambios y se agregan los servicios de la serie 800.
| 800 | 801 | 802 | 803 | 804 | 805 | 806 | 807 | 808 | 809 | 810 |

### Aparición de las dificultades del sistema

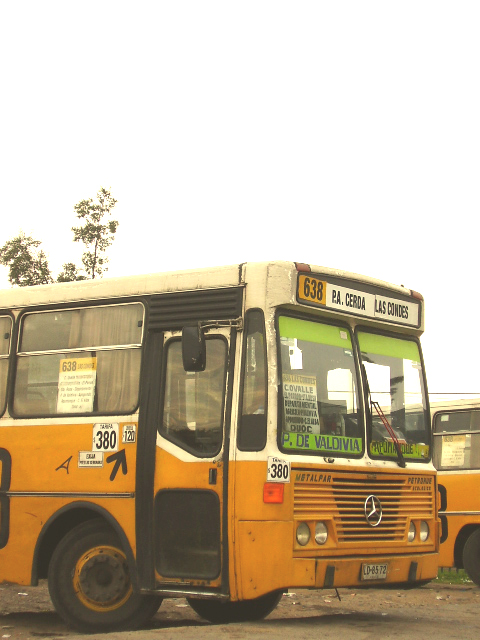
Una micro amarilla de recorrido 638 P. A Cerda - Las Condes (2006).

Los cambios implementados entregaban una alta cobertura de recorridos en Santiago, sobre todo en la periferia, y además se logró rebajar la tarifa, pero no lo suficiente. Los problemas de contaminación acústica y atmosférica, la alta congestión, y una deficiencia en el material rodante, se hicieron cada vez más evidentes, al igual que el número de accidentes donde se involucraban vehículos de la locomoción colectiva, hacían un viaje inseguro para el pasajero. 
La amplia gama de empresas microbuseras que ganaban por «boleto cortado», generaba una competencia entre los conductores de los autobuses, quienes se "peleaban" por el pasajero para obtener mayores ganancias, pero ponía en riesgo la seguridad de los pasajeros por los excesos de velocidad que no eran controlados. Otro factor que influyó en la poca eficiencia del sistema, fue la malla de recorridos, ya que había algunos que tenían una ruta muy similar y que causaba saturación en algunas calles como la principal Avenida Libertador Bernardo O'Higgins conocida como Alameda.
La ciudad estaba exigiendo un sistema más eficiente, con mejores frecuencias, autobuses y principalmente, un cambio en la forma de pago del pasaje, ya que hasta ese momento era efectivo, como se mencionó anteriormente, y muchas veces era "gratis" al decir "permiso" o bien, se pagaba menos al decir "me lleva por cien", influyó en las ganancias de los empresarios, por lo que pasajero transportado, significaba peso ganado. Por lo tanto, modernizar la forma de pago, incorporando tecnología tanto para el lado administrativo, control de flota y cobro de tarifa, fue una idea que poco a poco estaba tomando fuerza entre los parlamentarios que debían legislar para ello.
En 1998, se llamó nuevamente a una licitación, la cual será la última de la década. A diferencia de las dos anteriores, hubo solo un postulante por recorrido y se consiguió una leve disminución en el valor de la tarifa, alcanzando cerca de los $200. 
El último intento por mejorar el transporte público fue la implementación en el año 1999 de los cuestionados cobradores automáticos, los cuales buscaban agilizar el pago del pasaje y que el conductor no se preocupara de los "vueltos" tras el pago en efectivo. Sin embargo, no dio resultado, por lo que la inversión que realizaron las empresas fue en vano.

### Gobierno de Lagos y cambios

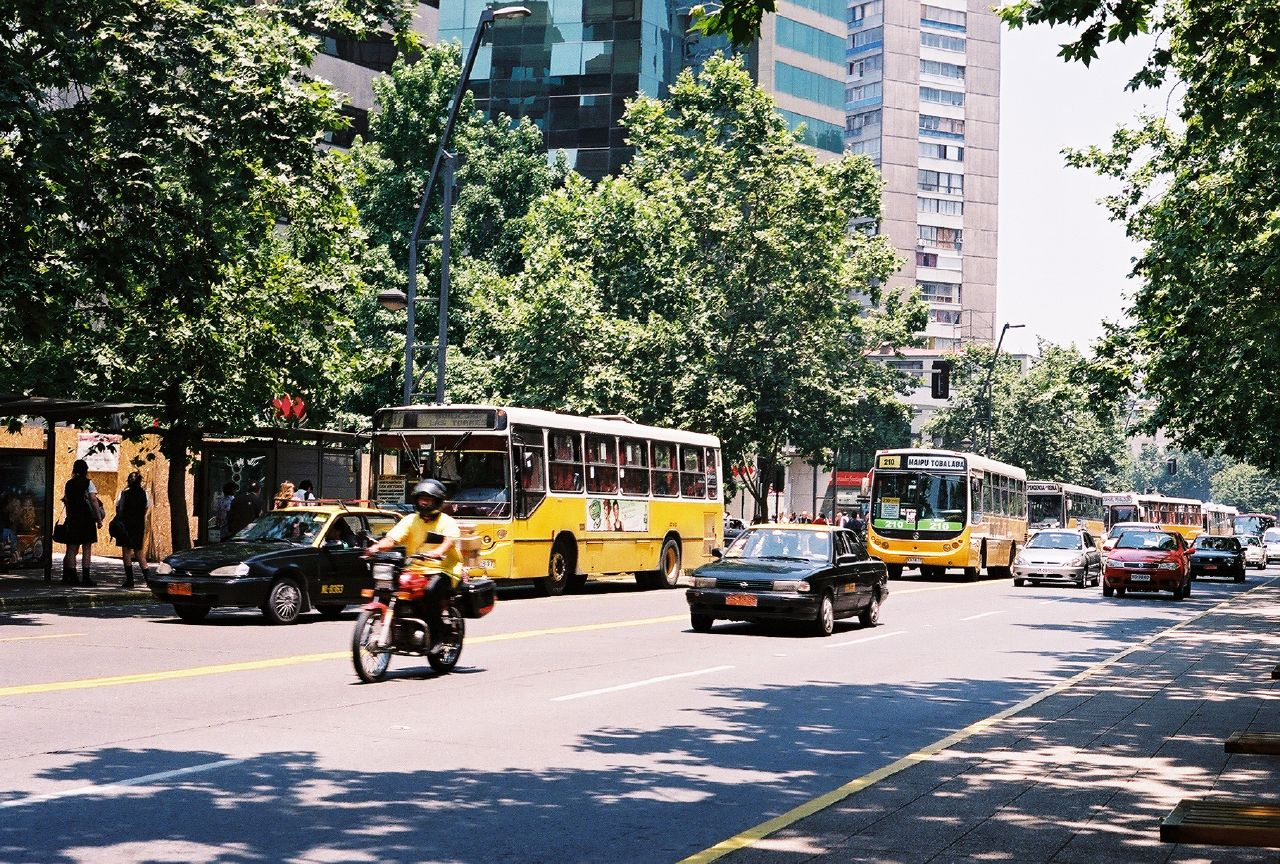
Micros amarillas en Avenida Providencia.

El cambio de siglo trajo varios problemas a los empresarios y al Estado de Chile. Ya en pleno gobierno de Ricardo Lagos Escobar, los cambios en el transporte público fueron decisivos. 
A fines de 2001, la malla de recorridos de las "micros amarillas" alcanzó los 289 de los 316 servicios que estaban licitados a la fecha, en la capital. Las autoridades se relacionaban con los empresarios microbuseros, mediante agrupaciones como la Asociación Gremial Metropolitana de Transporte de Pasajeros (AGMTP) para negociar, por ejemplo en materias de licitaciones y cambios en el trazado de servicios, que a la fecha no habían tenido grandes modificaciones. Respecto a la flota, la renovación continuaba de acuerdo con los avances a nivel internacional de las normas ambientales, lo diferente es que esta vez se rige por la normativa europea sobre emisiones, más conocida como Euro II y más tarde Euro III. Sin embargo, existía una desigualdad en relación con la cantidad de buses por dueño, ya que algunos tenían solo un bus, mientras otros más de 50, y como además no tenían posibilidad de crédito o mejor tecnología para su administración y pago del pasaje, alertó a las autoridades de una atomización del sistema informal que se tenía.
Al año siguiente, quien fuera el gestor de este sistema de transporte público en 1991, Germán Correa, fue llamado por el presidente Ricardo Lagos para encabezar un nuevo proyecto en materia de transporte público, nombrándolo así Coordinador General del Plan de Transporte Urbano para Santiago, que pretendía poner fin a todos estos problemas. Consistía en primer lugar, en realizar una nueva licitación, donde esta vez participaran empresas extranjeras; situación que a los propios gremialistas les pareció una "expropiación" por parte del gobierno, ya que ellos no podrían participar. La propuesta del gobierno fue difundida a nivel nacional, en la cuenta pública realizada el 21 de mayo de 2002.
Ante esto, el lunes 12 de agosto de ese año, Santiago amaneció "acorralado" por el conocido «bloqueo estratégico», que fue organizado por los microbuseros Manuel Navarrete, Armando Huerta, Marcel Antoine, Orlando Panza y Demetrio Marinakis, cuya idea fue precisamente hacer un paro, bloqueando las principales avenidas de la capital con la convicción de oponerse al nuevo plan. Esta situación agudizó las relaciones entre los empresarios y el gobierno, donde este último determinó invocar la Ley de Seguridad del Estado, lo cual conllevó a que los líderes de la manifestación, quedaran detenidos en la Penitenciaría de Santiago durante 3 años y un día.
El paro duró dos días, pero quienes se vieron afectados fueron los usuarios del transporte público, que tuvieron graves complicaciones para llegar a sus destinos, lo cual generó un fuerte rechazo por los mismos. Finalmente, el conflicto no hizo más que apurar la implementación del nuevo plan de transportes.

### La última licitación "amarilla" y el nuevo sistema

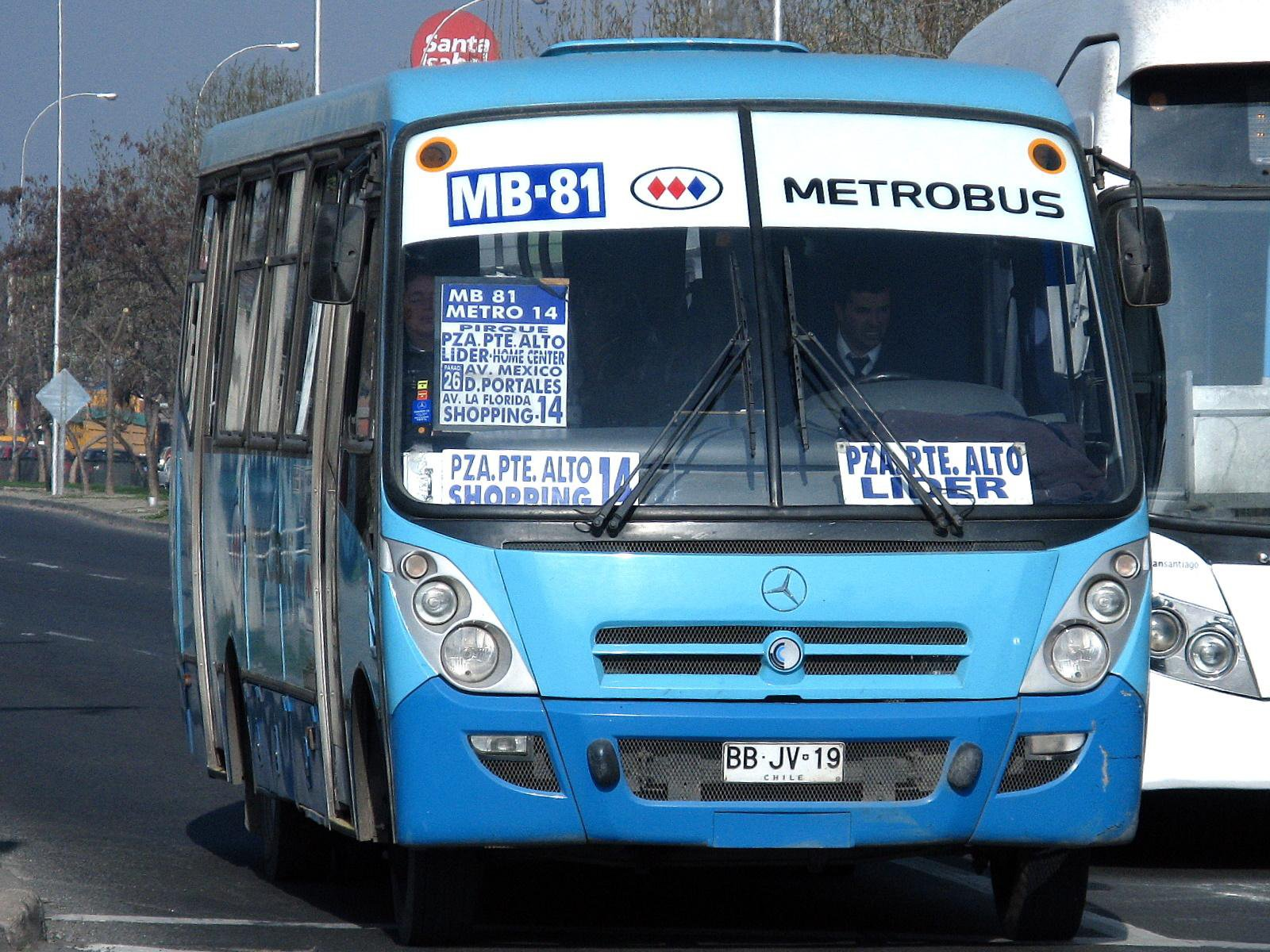
Metrobus.

En 2003, se llama por cuarta vez a una licitación, donde la mayoría de las empresas que hasta el momento administraban los servicios, lograron mantenerse, mientras el plan Transantiago recién se estaba formando con las licitaciones de los servicios integrales "troncales" y "locales", ambos conceptos aún desconocidos por la ciudadanía. El valor del pasaje había subido $100 en comparación a 1998, por lo que el alza estaba volviendo. 
En general, grandes cambios no se produjeron, no así como en la licitación de Metrobus, un año antes, cuando las empresas ALSA Genera S.A de capitales españoles y Redbus S.A de capitales chilenos ganaron las 7 unidades de negocio, apostando por una mejor calidad de buses y nuevas rutas, junto con un nuevo corte de pintura y remuneración fija para los conductores. Además, el mismo año 2003, se implementó el uso de la tarjeta Multivía para pagar el pasaje del Metro y en los buses de Metrobus.
La Feria del Transporte del 2003, es recordada por muchos como la más "revolucionaria", ya que para la ocasión se expusieron autobuses con una mayor tecnología, piso bajo, filtros de contaminación, rampas para acceso de sillas de ruedas y asientos distintivos para personas con movilidad reducida, panel electrónico y más grandes. Entre los modelos, estaban el Neobus Mega 2004, Busscar Urbanuss Pluss y Marcopolo Viale montados en chasis Mercedes Benz O-500U; a estos se sumaba el Marcopolo Gran Viale en chasis Scania L94UA, el cual resaltaba por lo llamativo de su pintura, interior y extensión. De hecho, trabajó para el servicio 231 a cargo de la empresa Soc. Transportes Los Halcones S.A.. Un leve paso en el nuevo sistema que venía fue el estreno de la tarjeta "Multivía" del Metro de Santiago, el cual hizo una aproximación a los usuarios de la nueva forma de pago que estaría lista al cabo de dos años. 
Finalmente, ninguno de los modelos fue adquirido por las empresas operadoras, aunque el Busscar Urbanuss Pluss conformará parte de la flota de empresa Express de Santiago Uno S.A, en 2007, eso si que sobre el chasis de Volvo B7R Low Entry.
Una de las medidas para mejorar el transporte capitalino fue la crear la infraestructura necesaria para los nuevos cambios que se anunciaron en 2002, y comenzó en parte con la repavimentación de la "Alameda" en 2004, principal avenida de la ciudad de Santiago, donde pasaban la mayoría de los recorridos. Paralelamente, se construía en Puente Alto y La Florida, la nueva Línea 4 y en relación con las nuevas licitaciones, el Ministerio de Transportes y Telecomunicaciones y Obras Públicas, Javier Etcheberry, viajó a Europa para conversar con los principales líderes en transporte como ALSA, AVANZA (ambas españolas) y CONNEX, francesa, para invitarlas a participar en el proceso, pues, al fin y al cabo ninguna participó en el proceso, aunque CONNEX entró al tiempo, tras comprar la empresa chilena Redbus Urbano S.A. Y por otro lado, el subsecretario de Transportes, Guillermo Díaz, viajó a Brasil para sostener conversaciones con las empresas proveedoras de los autobuses como Mercedes Benz, Volvo y Scania.
A principios de 2005, el ministro de Transportes y Telecomunicaciones era Jaime Estévez, y tuvo el rol de anunciar las empresas que ganaron la licitación para adjudicarse los "nuevos recorridos troncales y locales" del Plan Transantiago, las cuales fueron las colombianas Express de Santiago Uno S.A, Inversiones Alsacia S.A. y Subus Chile S.A.; las chilenas Buses Metropolitana S.A, Buses Gran Santiago S.A, Redbus S.A (aún chilena en ese año), STP Santiago S.A, Comercial Nuevo Milenio S.A, Unitran S.A y Trans Araucarias S.A, se comprometieron en la compra de nuevas unidades «estándar TranSantiago». La llegada de estas diez empresas, consolidó más el plan, debido a que ya se tenía listo quiénes iban a administrar los futuros recorridos. 
Otro proceso de licitación, era el sistema de pago basado en una tarjeta inteligente y no usar más las monedas. Para ello, se requería de la instalación de un software que controlara los pasajeros que suben y bajan por el bus, comunicación directa entre el conductor y la central, instalación de validadores y cámaras de seguridad.
Con todas estas medidas, el gobierno pretendía replicar el sistema de Bogotá, Colombia, Transmilenio, el cual se basaba en la integración de los recorridos, existiendo servicios locales y troncales (como fue mencionado anteriormente). Eso implicaba rediseñar la gran malla de recorridos que existía, algunos desde antes de 1990, es decir, ese era un cambio que nunca se había pensado.
A pesar de los movimientos por parte de las autoridades, las populares "amarillas" seguían siendo las dueñas de las calles de Santiago, luciendo sobrias, mientras otras se destacaban por su tuning que los choferes fueron "personalizando", con el fin de crear una identidad y mayor gusto y cariño por las máquinas que conducían. La tendencia consistía en letreros de cortesía artesanales con distintas tipografías y la incorporación de adornos tanto en el exterior como en el interior como calcomanías, pinturas, entre otras; que demostraban el afecto que les tenían sus conductores a su fuente de trabajo, a pesar de las desventajas que tenía el sistema. Era el lento adiós de una tradición "folclórica" del transporte urbano de la capital. 
El fin de esta etapa, comenzó inmediatamente con la puesta en marcha del Transantiago, el sábado 22 de octubre de 2005, día en que también fueron retiradas del sistema varias máquinas de chasis Mercedes Benz OF-1115 por sus nueve o diez años de antigüedad, aunque al mismo tiempo, ingresaron al sistema modernos buses Volvo B9Salf y B7RLE carrozados en Marcopolo, Caio Induscar y Busscar (en este solamente en chasis B9Salf), dando inicio a la primera fase del Transantiago. Los nuevos buses, estrenaron en las calles de Santiago, de color blanco con franja verde, siendo este el nuevo corte de pintura que buscaba diferenciarse de las "micros amarillas". 
Al igual que en 1992, el Ministerio de Transporte y Telecomunicaciones, realizó una fuerte campaña publicitaria para promover lo que se percibía como "el gran cambio en la locomoción colectiva de Santiago", que mostraba las distintas fases del sistema.
Sin embargo, los plazos no fueron cumplidos, ya que la idea era iniciar la primera fase en agosto, pero no se pudo, y posteriormente, las etapas que venían para 2006 tuvieron retrasos, debido a incumplimientos de algunas empresas operadoras, infraestructura insuficiente en relación con las vías exclusivas y calles angostas para el viraje de los buses articulados, falta de terminales o depósitos grandes, paraderos sin construir, y sobre todo un sistema tecnológico que pretendía mejorar el control de flota y hacer más eficiente la forma de pago. Estos son problemas que años más tarde serán medianamente solucionados, pero en ese momento, las empresas que recién trajeron los nuevos buses, tuvieron que adjudicarse algunos de los recorridos de las "micros amarillas", por lo que éstas tuvieron que arrendar máquinas para cubrir los recorridos y principalmente, la frecuencia que siempre tuvo complicaciones. 
Paulatinamente, el tradicional corte de pintura amarillo-blanco, quedaba atrás. Los contratos se empezaban a consolidar con los mismos buses, que únicamente fueron repintados según el color de la "zona alimentadora" que le correspondía a cada empresa y ya a comienzos de 2007, cierta cantidad tenía implementados los validadores por la empresa Sonda, pero a esa fecha, muy pocas pudieron mantener su "identidad amarilla". 
Finalmente, ya en 2007, se tenía una red de Metro más amplia, ya que hacía cerca de un año que se inauguró por completo la Línea 4 y menos de un año para la Línea 4A, la nueva uniformidad del sistema y sobre todo, el cambio de recorridos que se pusieron en marcha el 10 de febrero de ese año, con la puesta en marcha del Transantiago, puso fin definitivo a aproximadamente 15 años de micros amarillas.

### Primera etapa del Transantiago

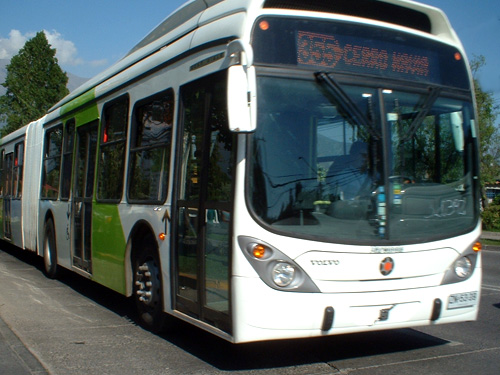
Recorrido 355 Cerro Navia-La Florida, operado por Inversiones Alsacia

Si bien el nuevo plan de transportes comenzaría su operación en febrero de 2007, en una primera instancia, y como modo de ir acomodando el ingreso de los nuevos buses, las empresas que ganaron la licitación del las zonas alimentadoras y troncales del Transantiago comenzaron a adjudicarse diversos recorridos de las micros amarillas, además de los recorridos urbanos de Metrobus, junto con lo cual por cerca de 1 año convivieron ambos sistemas.
Esta adjudicación de recorridos fue paulatinamente, las empresas tomaron recorridos que presentaban deficiencias en su material rodante en primera instancia. Luego en una segunda fase de esta medida en febrero de 2006, las empresas licitadas perdieron casi el 100% del control de los recorridos quedando en manos de las 10 operadoras del Transantiago, etapa en la cual los buses fueron pintados progresivamente con el color de la zona adjudicada a la empresa operadora que los mantenía.

## Forma de pago
El valor del pasaje del sistema, hasta 2007, era aproximadamente $380CLP (US$0.76 aprox.). Se pagaba directamente al conductor o al personal autorizado para realizar el cobro del viaje. Algunas empresas tenían los llamados "cobradores humanos", aunque a mediados de 1999 se intentó utilizar un sistema de cobro automático de monedas, que fracasó. Esta manera de cobrar el pasaje fue una de las primeras falencias que buscaba mejorar el plan Transantiago, pues la exposición directa del dinero resultaba para muchos choferes, un riesgo a constantes asaltos.

## Recorridos
El sistema contaba con variados recorridos dentro de la ciudad los que se identificaban por un código compuesto por tres dígitos junto al origen y destino del mismo, por ejemplo 205 Cerro Navia-Lo Barnechea. Además se clasificaban según criterios geográficos, es decir, había servicios de norte a sur, poniente a oriente y combinaciones de como norte-oriente o poniente-sur entre otras. Hacia el año 2003, última licitación del sistema, existían 280 servicios licitados que recorrían la ciudad.
A continuación se presentan las configuraciones de recorridos:
- Serie 100: Se caracterizaban por presentar rutas de circulación en sentido Norte-Sur.
- Serie 200: Se caracterizaban por presentar rutas de circulación en sentido Oriente-Poniente.
- Serie 300: Se caracterizaban por presentar rutas de circulación en sentido Poniente-Sur.
- Serie 400: Se caracterizaban por presentar rutas de circulación en sentido Norte-Poniente.
- Serie 600: Se caracterizaban por presentar rutas de circulación periféricas sin utilizar el centro de la ciudad.
- Serie 700: Se caracterizaban por presentar rutas de circulación periféricas utilizando las avenidas circunvalares de Americo Vespucio y Departamental como rutas principales.
- Serie 800: Se caracterizaban por presentar rutas de circulación del tipo locales mayoritariamente dentro de la misma comuna.

## Material rodante
Durante el sistema de las micros amarillas destacaba el uso de chasís y carrocerías Metalpar, Inrecar, Cuatro Ases, Sport Wagon, Caricar, Mena, Repargal (de origen chileno), Marcopolo, Ciferal, Maxibus, Busscar, Caio Induscar, Comil, Thamco, Neobus (de origen brasileño), Ayco, CASA, Catosa, Eurocar (de origen mexicano), El Detalle, Bus, Bimet y La Favorita (de origen argentino), montados en chasis Mercedes Benz OF-1115, OF-1318, OH-1420 y OH-1418; y algunos en Volvo B10M y B58E, y otra cantidad en Scania K112. No obstante, muchos eran ensamblados en plantas nacionales pertenecientes a las empresas Mercedes Benz, Metalpar, entre otras. Pese a los esfuerzos realizados, y los altos estándares que debían cumplir en su fabricación, el material rodante era muy maltratado, redundando en buses con problemas en sus pisos, puertas, asientos y exterior.
Tras la puesta en marcha del Transantiago, algunos buses quedaron fuera del sistema, por lo que muchos tuvieron una segunda vida en otras Regiones del país, donde hacen rutas periféricas o "locales", mientras otros fueron desarmados o usados como fuente de repuestos para otros buses.

## En la cultura popular

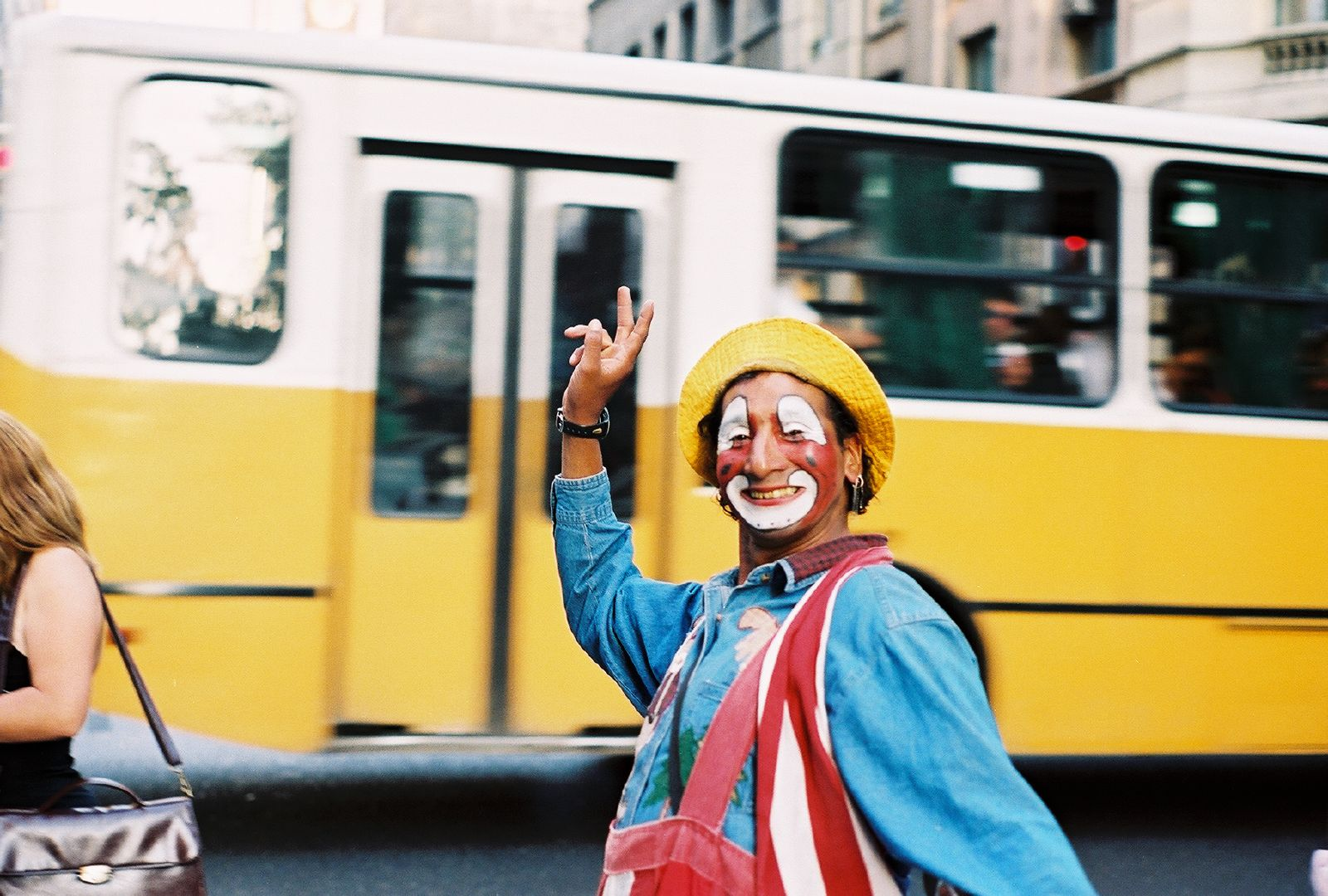
Payaso y una micro amarilla al fondo. En Chile es común que los artistas callejeros y vendedores ambulantes suban a las micros.

El vocablo "la micro" hace referencia a un remoto sistema de transportes capitalino que utilizaba microgóndolas como material rodante, por los años 1920. Desde ese entonces, el sistema de transportes santiaguino ha formado parte de la cultura popular, por su dinámica folclórica que integraba comerciantes ambulantes, "charlatanes" de distinto tipo, artistas callejeros, entre otros.
La relación entre el transporte y los santiaguinos ha sido históricamente de amor y odio, pues con el paso de un sistema a otro siempre termina extrañándose el sistema anterior, lo que no necesariamente dice relación con la realidad. Por eso, los santiaguinos lo que más extrañan de las micros amarillas, son los extensos recorridos, que los desplazaban en 1 a 3 horas desde un punto extremo a otro, sin necesidad de hacer transbordos en la mayoría de los casos.
Incluso, en manifestaciones artísticas (como graffitis y otros), y animaciones infantiles, las "micros amarillas" forman parte de un inconsciente colectivo que destaca más sus aspectos positivos que los negativos.